# Praxis mit Meerblick – Unter Campern
Unter Campern ist ein deutscher Fernsehfilm von Jan Ruzicka aus dem Jahr 2019. Es handelt sich um den vierten Film der ARD-Reihe Praxis mit Meerblick mit Tanja Wedhorn als Ärztin Nora Kaminski in der Hauptrolle und Stephan Kampwirth, Patrick Heyn, Anne Werner, Morgane Ferru, Lukas Zumbrock, Anja Antonowicz, Michael Kind, Dirk Borchardt und Petra Kelling in tragenden Rollen. Thomas Arnold und Milena Dreißig sind in Gastrollen besetzt. 
Die Erstausstrahlung des Films erfolgte am 8. März 2019 auf dem ARD-Sendeplatz Endlich Freitag im Ersten.

## Handlung
Nora Kaminski, die Ärztin ohne Doktortitel, die sich inzwischen in der Rügenpraxis gut eingelebt hat, bekommt überraschend ein Angebot aus ihrer Wahlheimat Berlin. Eine Headhunterin offeriert ihr eine Stelle in einer renommierten Klinik bei überdurchschnittlichem Verdienst mit ausgezeichneten Arbeitsbedingungen in einem dynamischen Team, flexiblen Arbeitszeiten und Fortbildungsmöglichkeiten, die Nora laut der Headhunterin exzellente Karrierechancen eröffnen würden. Nora ist nicht abgeneigt und beschließt, sich das Ganze wenigstens einmal durch den Kopf gehen zu lassen. Erst einmal sucht sie ihren Sohn Kai auf, der während seiner Semesterferien auf einem nahen Campingplatz in einem Wohnwagen wohnt. Kai meint, das wäre zwar ein Superangebot, aber sie würde es sowieso nicht annehmen.
Auf dem Campingplatz befinden sich auch Olaf und Sandra Panitzke mit ihren Kindern Tim und Naomi. Sandra Panitzke streitet häufig mit ihrem Mann, der ihr einfach nichts recht machen kann. Während eines Streitgesprächs bricht Olaf Panitzke plötzlich zusammen. Nora befindet sich zufällig in der Nähe und greift sofort ein. Sie weist den Mann, der einen leichten Herzinfarkt erlitten hat, in die Rügenklinik ein. Dabei fällt ihr auf, dass Panitzkes Tochter Naomi ähnlich emotionslos reagiert wie zuvor ihre Mutter. Panitzke stimmt einer weiteren Behandlung durch Nora zu.
Michael Kubatzky, ein älterer Inselbewohner und inzwischen gut mit Nora bekannt, sorgt sich um den kleinen Tim Panitzke, der jede Nacht ins Bett macht und das vor seiner Mutter zu verheimlichen sucht, indem er das nasse Bettlaken trockenföhnt. Tim leidet zudem an Asthma und ist extrem kurzatmig. 
Dr. Richard Freese, mit dem zusammen Nora in der Praxis arbeitet, und der außerdem seit Studienzeiten einer ihrer engsten Freunde ist, hat seiner Freundin Joanna Krupka einen Heiratsantrag gemacht. Als Nora davon erfährt, sind ihre Gefühle eher zwiespältig. Richard hingegen hat seit seinem Antrag wieder mit seiner Mysophobie zu kämpfen, die er schon fast im Griff hatte. Trotzdem findet am Abend am Strand die Verlobungsfeier statt. Richard hat Nora den am selben Tag von beiden beim Juwelier ausgesuchten Verlobungsring zur Aufbewahrung bis zum Abend gegeben. Als sie sich den Ring probeweise über den Finger streift, bekommt sie ihn nicht mehr ab. Nachdem sie es mit einem Ruck versucht, fliegt der Brillantring in hohem Bogen in den Sand – weg ist er. Freese bedankt sich bei seiner Sprechstundenhilfe Mandy und vor allem bei Nora, dass sie in seinem Leben seien. An Joanna gewandt findet er rührende Worte, um sich dann an Nora zu wenden, die ihm den Ring bringen soll. Betreten sitzen Nora, Mandy und Kai später am Strand, da es aussichtslos scheint, den Ring in den Massen von Sand wiederzufinden. 
Da Nora nun nicht länger bei Freese wohnen will, hat sie eine neue Bleibe bei Roswitha Wing, die ein altes Haus auf der Insel bewohnt und der Nora bei einem Zusammenbruch schon einmal das Leben gerettet hat, gefunden. Als Joanna sich Gedanken nicht nur über den Auszug, sondern auch über den verlorenen Ring macht, und meint, vielleicht sei Nora, wenn auch eher unbewusst, doch eifersüchtig auf sie, reagiert Richard gereizt.
Bei den Panitzkes gibt es ein ernsthaftes Problem mit Tim. Der Kleine ist bei einer Wanderung bewusstlos zusammengebrochen. Kubatsky, der schon etwas geahnt hatte und Nora vorsichtshalber benachrichtigt hat, ist zusammen mit der Ärztin schnell zur Stelle, um einzugreifen und Tim in die Rügenklinik transportieren zu lassen. Nora teilt den Eltern mit, dass Tim Diabetes habe und cortisonhaltige Mittel, wie Asthmaspray, sofort abzusetzen seien. Durch die unerkannte Diabetes, die Tims Immunsystem extrem geschwächt habe, sei aus einer eher harmlosen Verletzung an seiner Hand eine Blutvergiftung entstanden. Der Kleine habe im Schockraum einen epileptischen Anfall gehabt, sei aber jetzt stabil, allerdings befinde er sich im künstlichen Koma. Nora ahnt, warum Tim nie gesagt hat, dass es ihm schlecht geht, auf ihre Frage an die Eltern erfolgt Schweigen. Als Sandra Panitzke eine Kette mit Heilsteinen über Tims Bett aufhängen will, reicht es Nora. Sie erklärt der von sich sehr eingenommenen Frau, dass das, was Tim jetzt brauche, die Liebe und Hilfe seiner Familie sei und vernünftige Ärzte, was er nicht brauche, sei ihre Ignoranz. Als Sandra wenig später die Heilsteine trotzdem über Tims Bett anbringen will, greift Naomi ein und meint: „Papa, mach mal ein Fenster auf.“
Nora veranstaltet eine Suchaktion nach dem Ring und findet ihn dann tatsächlich nahe der Feuerstelle selbst. Sie lässt es sich nicht nehmen, ihn sofort Richard beziehungsweise Joanna zu bringen. Da sie noch einen Termin hat, besteht Richard, der eigentlich schon mit Joanna unterwegs zu deren Eltern sein wollte, darauf, sie schnell hinzufahren. Nora sagt der Headhunterin ab, da sie auf Rügen Wurzeln schlagen will. Es stellt sich heraus, dass Noras Exmann Peer hinter der Offerte steckte, um Nora zurück nach Berlin zu lotsen. Als Nora zufrieden mit sich und ihrer Entscheidung im Wasser der Ostsee steht, überzieht ihr eben noch lächelndes Gesicht ein Schatten, als ahne sie, dass etwas Schreckliches passiert sein muss. Zur selben Zeit parkt ein Unfallwagen am Straßenrand und ein Motorrad und ein Helm liegen in der Nähe eines Baumes.    

## Produktion

### Produktionsnotizen
Unter Campern wurde vom 7. Mai bis zum 7. Juli 2018 auf der Insel Rügen sowie in Berlin und Brandenburg gedreht. Produziert wurde der Film von der Real Film Berlin im Auftrag der ARD Degeto für Das Erste. Die Redaktion des Films lag bei Stefan Kruppa und Sascha Schwingel (beide ARD Degeto).
Auf die Frage, wie sie sich an Noras Stelle im Hinblick auf das Jobangebot entschieden hätte, antwortete Tanja Wedhorn, dass ihre Großmutter ihr den Rat gegeben habe: „Schätzchen, Deinen Beruf machst du mindestens 45 Jahre. Such Dir einen aus, der Dir Spaß macht.“ Das habe sie befolgt und nie bereut. Im Hinblick darauf, dass Nora an einem beruflichen und privaten Wendepunkt in ihrem Leben stehe, mit dem sie sich sehr schwer tue, antwortete die Schauspielerin, auch ihr fielen Abschiede und Neues schwer. Sie hänge an Menschen, Orten und Gepflogenheiten. Ein Freund habe sie einmal eine ‚Erhalterin‘ genannt. Sie glaube, das treffe es ganz gut.

### Soundtrack
Im Soundtrack des Films sind unter anderem folgende Titel zu hören: 
- Snow – Red Hot Chili Peppers
- Fake Plastic Trees – Radiohead
- Feel It Still – Portugal. The Man
- Dreamer – Ozzy Osbourne
- Berlin und Howling – Ry X
- Harvest Moon – Neil Young
- The Deconstruction – Eels

### Veröffentlichung, Einschaltquote
Der am 8. März 2019 im Programm der ARD erstmals ausgestrahlte Film wurde von 5,64 Millionen Zuschauern eingeschaltet. Der Marktanteil lag bei 18,6 Prozent.

## Rezeption

### Einschaltquote
Den am 8. März 2019 erstmals im Programm der ARD ausgestrahlten Film schalteten 5,54 Millionen Zuschauer ein, was einem Marktanteil von 18,6 Prozent entspricht.

### Kritik
Die Kritiker der Fernsehzeitschrift TV Spielfilm zeigten mit dem Daumen zur Seite, vergaben für Humor und Spannung je einen von drei möglichen Punkten, und waren der Meinung: „Der vierte Teil der Reihe bleibt arg beschaulich. Bis auf die Schlussszene: Sie hält eine harte Wendung bereit, die schwerwiegende Auswirkungen in der kommenden Folge […] haben wird.“ Fazit: „Da müssen wir rügen: Viel zu unaufgeregt!“.
Der Kritiker Tilmann P. Gangloff befasste sich für das Internetportal evangelisch.de sowie auf der Seite tittelbach.tv mit der Reihe und schrieb einführend, Darstellerinnen und Schauplätze würden wechseln, aber „das Schema“ bleibe „in den Freitagsfilmreihen der ARD-Tochter stets das gleiche: Eine Helferin mit Herz kümmert sich rund um die Uhr hingebungsvoll um die Nöte ihrer Patienten, hat in der Liebe aber kein Glück. Letzteres ist natürlich pures Kalkül und soll auf der horizontalen Ebene für durchgehende Spannung sorgen“. Gangloff verwies auf Die Eifelpraxis und Die Inselärztin. Da die „medizinischen Herausforderungen regelmäßig interessant“ seien und „die handwerkliche Umsetzung in der Regel auf gutem Niveau“ erfolge, „hänge die Qualität der einzelnen Filme nicht zuletzt davon ab, wie originell die Autorinnen und Autoren das Handlungsmuster variieren; und wie gut sie die berufliche und die private Ebene miteinander verknüpfen“. Bei ‚Praxis mit Meerblick‘ mit Tanja Wedhorn sei das „in der Vergangenheit mit wechselndem Erfolg gelungen“. Die Folge ‚Unter Campern‘ sei im Vergleich zur Folge zuvor ‚Der Prozess‘ „ein Rückschritt“. Es gelinge dem Regisseur nicht, „die verschiedenen Erzählebenen in einen schlüssigen Handlungsfluss zu betten, weshalb ‚Unter Campern‘ an einen Erlebnisaufsatz“ erinnere.